# Istoria liberalismului în România
Istoria liberalismului în România
După abdicarea lui Alexandru Ioan Cuza, a cărui domnie începuse sub auspicii liberale (1859–1864) dar eșuase în autoritarism (după 2 mai 1864), radicalii lui Ion C. Brătianu și moderații lui Ion Ghica, precum și o parte a conservatorilor au elaborat proiectul unui regim politic monarhic–constituțional pentru România. Ca rezultat al acestei activități, la data de 18 noiembrie 1868 a apărut pe scena politică românească un guvern de centru, format din conservatori moderați și liberali moderați. Conducătorii acestui guvern  au fost Dimitrie Ghica (care deținea externele și lucrările publice) și Mihail Kogălniceanu (ministru de interne). În martie 1869 au fost organizate primele alegeri sub noul regim. Mihail Kogălniceanu a considerat că acest prilej era favorabil concretizării unui plan al său, anume acela de a întemeia un partid politic care să ralieze toate elementele moderate din țară, organizându-le ca o forță politică importantă menită să neutralizeze atât liberalismul radical cât și conservatorismul retrograd. Bizuindu-se pe concursul administrației, Kogălniceanu reușise să-și asigure o majoritate în cameră. 
Poziția importantă dobândită în Cameră de acești moderați părea să indice că M. Kogălniceanu va folosi împrejurările pentru a constitui în jurul lui un mare partid liberal. El încerca să realizeze o alianță cu “roșii”, să-și extindă baza politică, constituind astfel un veritabil partid liberal cu care să guverneze țara. Carol I însuși îl considera pe Kogălniceanu omul capabil să aducă unitate în tabăra liberală prin excluderea radicalismului și înclinațiilor revoluționare dovedite de fruntași ca I.C. Brătianu și C.A. Rosetti, fapt pentru care sprijinea eforturile lui de a constitui un partid care să guverneze cu prudență și moderație.
Având în vedere ponderea foarte mică din cadrul Camerei, liberalii radicali au recurs la organizarea unei vii opoziții extraparlamentară, demonstrând că reprezentau o forță politică greu disociabilă. I.C. Brătianu și C.A. Rosetti, folosind reuniunile politice și presa, raliază în jurul lor nu numai partizani politici, dar creează o stare de spirit de nemulțumire în cercuri largi ale opiniei publice, inclusiv în cadrul armatei. Observând acest lucru, Kogălniceanu încercă să și-l apropie pe Ion Ghica în vederea eliminării elementelor conservatoare din guvern. De data aceasta însă, Ghica refuză o colaborare care să nu îi aibă în vedere și pe radicali. 
În ianuarie 1870, prin revenirea în cameră a lui I.C. Brătianu și C.A. Rosetti, se părea că și radicalii aspirau spre o fuziune liberală, într-un moment când contradicțiile dintre elementele conservatoare din guvern și cele liberale atingeau apogeul. Aceste neînțelegeri au dus la schimbarea guvernului, în fruntea celui nou format fiind numit Alexandru G. Golescu, guvern care a rezistat doar de la data de 3 februarie până la 20 aprilie 1870, fiind înlocuit de unul compus dintr-o formațiune de tineri conservatori avându-l în frunte pe moderatul Manolache Costache Epureanu.
Exceptând Senatul, unde se asigurase o majoritate conservatoare, noua Cameră era dominată din punct de vedere numeric de liberali. Numai că ambițiile și rivalitățile fruntașilor liberali din principalul corp legiuitor al țării erau atât de puternice încât au exclus o platformă comună de guvernare.
Deoarece guvernul Epureanu nu reușise să-și găsească o majoritate în Cameră, la 14 decembrie 1870 își prezintă demisia. A urmat formațiunea guvernamentală condusă de Ion Ghica, impusă domnitorului de corpurile legiuitoare și reprezentând o coaliție a tuturor tendințelor din Cameră. Ion Ghica a părăsit puterea în martie 1871, urmându-i un guvern conservator care va guverna țara până în 1876, aruncându-i pe liberali în opoziție.   
Roșii, fracționiștii, adepții lui Mihail Kogălniceanu și partizanii lui Ion Ghica – cele patru grupări distincte aparținând curentului liberal -  dovediră atunci că erau animate de aceeași dorință. Deși reduși la neputință în corpurile legiuitoare, liberalii radicali mai ales își făceau simțită prezența în instituții sau în eșaloane inferioare ale puterii. Alungați din corpurile legiuitoare, din consiliile comunale și din unele instituții, liberalii își intensificau activitatea în direcția constituirii de structuri organizatorice în diverse centre importante ale țării. I.C. Brătianu, Mihail Kogălniceanu, Ion Ghica și Nicolae Ionescu, fruntașii celor patru grupări politice liberale, manifestau o voință ardentă de fuziune organizatorică.

### Momentul constituirii partidului
Un moment decisiv de raliere liberală l-a constituit campania pentru alegerile parlamentare din aprilie 1875. Încă de la 4 ianuarie 1875, liberalii alcătuiseră un Comitet Central Electoral, cu scopul de  coordona activitatea politică în întreaga Românie. Campania politică a liberalilor coalizați nu le-a adus rezultatele scontate în Parlament. Rămași în opoziție, liderii lor s-au convins că, pentru succesul politic, trebuia să se mai facă un pas înainte spre a se ajunge la fuziune. La data de 24 mai 1875, Ion C. Brătianu, Mihail Kogălniceanu, A.G. Golescu, George Vernescu, Tache Anastasiu, C. Fusea, Alexandru Candiano-Popescu, Anastase Stolojan, Gheorghe Chițu, C.G. Peșacov și N.C. Furculescu, printr-un program întărit de semnături puneau bazele Partidului Național Liberal. Programul menționat, publicat la data de 4 iunie 1875 în Alegătorul liber, nu era o expunere de principii doctrinare, ci o consemnare a unor obiective concrete din perspectiva unei succesiuni guvernamentale. Se accentua astfel dezvoltarea “bunei stări a claselor muncitoare” prin ocrotirea muncii și avutului acestora, combaterea legii tocmelilor agricole spoliatore pentru țărănime, împroprietărirea însurățeilor de la sate și a “mahalagiilor” din orașe, dezvoltarea învățământului public, autonomie comunală. Reuniunile de la Mazar Pașa depășeau cadrul unor contacte dintre parlamentarii liberali, aceștia vizând crearea unei atmosfere favorabile în opinia publică pentru ca, prin presiune, să se forțeze îndepărtarea conservatorilor de la putere.
Liderii liberalismului român deschiseseră, între timp, în coloanele Românului o listă de adeziune la partidul constituit. La 5 iunie se insera numele a 25 de membri care alcătuiau Comitetul director. În ordine alfabetică aceștia erau: V. Arvanezu, D. Berindei, Pană Buescu, Ion C. Brătianu, Dumitru Brătianu, dr. Nicolae Kalinderu, Dimitrie Cariagdi, Ion I. Câmpineanu, Manolache Costache Epureanu, Nicolae Fleva, Mihail Pherekyde, Ion Ghica, Dimitrie Gianni, A.G. Golescu, Constantin Grădișteanu, Mihail Kogălniceanu, Alexandru Lupescu, C. Nacu, Remus Opran, Pache Protopopescu, C. A. Rosetti, Eugeniu Stătescu, Dimitrie A. Sturdza, George Vernescu. Numele menționate reprezintă principalele nuanțe liberale care sub raport organizatoric se bazau îndeosebi pe structurile partidului radical al lui I. C. Brătianu și C. A. Rosetti. În lunile iunie și iulie 1875 rețeaua de organizații liberale se diversifica și întindea în întreaga țară, afiliindu-se grupului central inclusiv fracționiștii lui Nicolae Ionescu. 
În titulatura partidului se îngemănau două concepte, național și liberal, care expuneau însuși sensul dezvoltării societății și statului român. Termenul „național” semnifica continuarea procesului de recuperare identitară nu numai sub raportul întregirii statului în atributele suveranității și independenței depline, ci și sub acela al dezvoltării economice, culturale, intelectuale și educaționale. Cuvântul „liberal” exprima natura regimului social – economic și politic instituțional bazat pe proprietate și libertate, prin căutarea permanentă a unui echilibru între diferitele clase ale societății. Denumirea partidului reprezintă deci o chintesență istorică a două curente de gândire politică românească din care s-a întrupat statul român modern, ele contopindu-se și regăsindu-se in ideologia și practica unui partid care, după 1866, a devenit vehiculul politic al procesului de modernizare a României. 
S-a ajuns la promovarea la cârma țării a guvernului M.C. Epureanu, cu Kogălniceanu la externe, Gh. Vernescu la interne, I.C. Brătianu la Finanțe, Gh. Chițu la Culte și instrucțiune Publică, colonelul Slăniceanu la Război.
Guvernul liberal era o expresie a coaliției de la Mazar Pașa, în care președintele de Consiliu, Manolache Costache Epureanu, un conservator moderat, avea rolul de garant al unei tranziții line dinspre conservatorismul cu multe înfăptuiri restaurator-regulamentare spre un liberalism ponderat. Prin acest guvern România intra într-o fază decisivă a dezvoltării sale social-economice și politic-instituționale.